# La Tigre e l'Acrobata
La Tigre e l'Acrobata è un romanzo dell'autrice italiana Susanna Tamaro del 2016.
Il titolo era un'espressione ricorrente del precedente libro Un cuore pensante della stessa autrice.
Il libro è stato tradotto in inglese e in sloveno.

## Trama
Nella taiga della Siberia, una tigre dà alla luce due piccoli, un maschio (Tigrotto) e una femmina (Piccola Tigre). Mentre Tigrotto si comporta come un normale cucciolo della sua specie, Piccola Tigre più che pensare alla caccia si perde in fantasticherie: la madre pensa che ciò possa dipendere da un incontro, avuto da giovane, con uno sciamano umano che aveva assunto forma di tigre e che le aveva insegnato un nuovo modo di vedere la realtà, che poi essa avrebbe trasmesso alla figlia.
Quando i cuccioli sono cresciuti, la madre li lascia perché possano vivere la loro vita in autonomia. Le strade dei due fratelli si dividono, e la Giovane Tigre decide di andare sempre verso oriente, per trovare il luogo dove nasce il sole; tuttavia, dopo anni di cammino la sua ricerca è ancora vana. Le accade invece d'incontrare un uomo(dai quali sua madre aveva sempre raccomandato di tenersi lontano) che sa parlare il linguaggio degli animali: egli è il discendente di una stirpe di sciamani, e vive da solo in una capanna nel bosco.
I due diventano grandi amici, e nasce tra di loro una sorta di comunione spirituale. Gli abitanti del villaggio più vicino vengono però a conoscenza del loro rapporto, e un giorno due di loro vanno dall'uomo per convincerlo a vendere la Tigre, o a farla esibire in pubblico; al suo rifiuto, lo uccidono e narcotizzano l'animale, che si risveglia in un circo.
Dopo un'iniziale riluttanza, la Tigre finisce coll'adattarsi alla sua nuova vita. Si unisce poi al circo una famiglia di acrobati, il più giovane dei quali – ancora un bambino – riesce anche lui a comunicare cogli animali. La Tigre ammira le sue evoluzioni e si pone un nuovo obiettivo: quello di riuscire a volare, ma nella gabbia in cui è tenuta ciò è impossibile. Lo confida al suo nuovo amico, che una notte trova il modo di farla fuggire. L'allarme però viene dato e la Tigre viene braccata. Mentre si nasconde, incontra un barbone che riesce a capirla e che ha un tatuaggio con una tigre, perché un tempo desiderava essere fiero e coraggioso come il grande felino, ma le circostanze della vita l'hanno portato a considerarsi un fallito. La Tigre lo rincuora e questi, per riconoscenza, svia gli inseguitori permettendole di lasciare la città-
Per inseguire il suo sogno, la Tigre si arrampica sulle montagne più alte. Un giorno acchiappa un giovane stambecco per cibarsene, ma la madre di questo la prega di lasciarlo andare, in quanto le tigri non sono tra i loro consueti predatori. La Tigre acconsente alla richiesta. Avendo poi saputo da un'aquila che oltre le montagne ci sono ancora altre montagne, capisce la vanità del suo obiettivo. Precipita in una cascata perdendo i sensi; quando si risveglia nota un varco nella parete rocciosa, oltre il quale si trovano splendidi pascoli in cui gli animali – prede e predatori – vivono in armonia, sotto lo sguardo benevolo di un candido agnello.

## Edizioni
- Susanna Tamaro, La Tigre e l'Acrobata, collana Oceani, disegni dell'autrice, n. 6, Milano, La nave di Teseo, 2016, ISBN 978-88-93440-62-2.
- Susanna Tamaro, La Tigre e l'Acrobata, disegni dell'autrice, Milano, Mondolibri, 2016.
- Susanna Tamaro, La Tigre e l'Acrobata, collana Le grandi iniziative di Oggi. Susanna Tamaro, n. 11, allegato a Oggi o al Corriere della Sera, Milano, RCS, 2017.
- (EN) Susanna Tamaro, The Tiger and the Acrobat, traduzione di Nicoleugenia Prezzavento e Vicki Satlow, London, Oneworld Publications, 2017, ISBN 9781786072825.
- (SL) Susanna Tamaro, Tigrica in akrobat, traduzione di Marko Sosič, illustrazioni di Ivana Soban, Trst, Oneworld Publications, 2019, ISBN 978-88-7174-237-3.
- Susanna Tamaro, La Tigre e l'Acrobata, collana Narratori, illustrazioni di Lindsey Carr, Milano, Solferino, 2022, ISBN 978-88-282-0795-5.